# La Polka des pourceaux
Pour plus de détails, voir Fiche technique et Distribution.
La Polka des pourceaux (Pigs in a Polka) est un film américain réalisé par Friz Freleng, sorti en 1943 et ressorti en tant que cartoon Blue Ribbon en 1948. Il est dans le domaine public
Ce cartoon Merrie Melodies met en scène les trois petits cochons et le grand méchant loup sur les Danses hongroises de Johannes Brahms.

## Synopsis
Le loup présente le conte Les Trois Petits Cochons.
Comme dans le conte, les trois petits cochons (avec un numéro sur leurs habits en fonction de leur apparition) construisent leur maison respectivement en paille, en bois et en briques. Puis vient le grand méchant loup qui se déguise en gypsy. Mais les deux premiers cochons lui volent son déguisement et le loup détruit leurs maisons. Numéro 1 et numéro 2 se réfugient chez numéro 3.
Mais le loup, déguisé en pauvre, est accepté par numéros 1 et 2 sans l'accord de numéro 3 dans la maison de ce dernier (voir illustration). Mais numéro 3 s'aperçoit de la supercherie en voyant que le loup ne joue pas vraiment du violon mais s'est scotché un 33 tours au dos. Le cochon retourne le disque, ce qui fait danser le loup sur de la polka en dévoilant sa vraie identité.
Après une brève course-poursuite, le loup croit être dans un ascenseur (qui en fait est en panne), le faisant tomber.

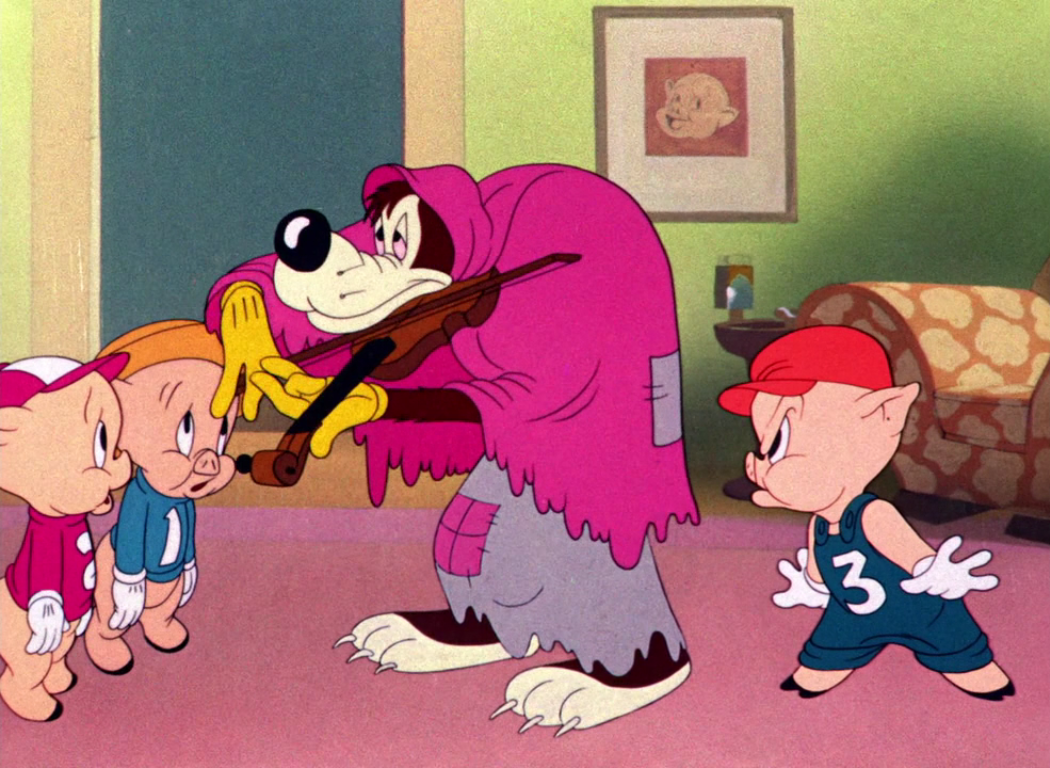
Numéros 1 et 2 laissent entrer le loup dans la maison de numéro 3 en croyant qu'il s'agit d'une pauvre femme.

## Récompenses et distinctions
- La Polka des pourceaux a été nommé pour un Oscar du meilleur court métrage d'animation en 1943.

## Disponibilité
- DVD : Looney Tunes Golden Collection: Volume 3 (disque 3) (2005)
- DVD : Looney Tunes : Chefs-d'œuvre musicaux (2015)